# Split kvintet
Split kvintet, hrvatski glazbeni sastav iz Splita. Osnovao ga je gitarist Milivoj Luša Savannah, kultno ime splitske glazbene pozornice. Ovaj jazz-fusion sastav djelovao je 70-tih i početkom 80-tih godina 20. stoljeća. Bio je hvaljen. Stvarao je glazbu nadahnutu radovima Milesa Davisa i sastava poput Mahavishnu orchestra, Return To Forever i Weather Report. U Split kvintetu bilo je više postava, a osim njega svirali su Nenad Bego, Mladen Duplančić, Duško Ivelić, Mladen Baučić, Vlado Kragić, Sabo Cikotić, Goran Reić i Tom Martin. U kasnijoj fazi njegov je sastav prešao u komercijalne svirke kao prateći sastav zvučnim imenima ondašnje estrade. To je Lušu zasitilo te je s obitelji odselio u Zimbabve, a projekt je prestao djelovati.